# Nueva Venecia
Nueva Venecia är en ort i Mexiko.   Den ligger i kommunen La Trinitaria och delstaten Chiapas, i den sydöstra delen av landet, 900 km sydost om huvudstaden Mexico City. Nueva Venecia ligger 757 meter över havet och antalet invånare är 193.
Terrängen runt Nueva Venecia är kuperad åt nordost, men åt sydväst är den platt. Runt Nueva Venecia är det ganska glesbefolkat, med 42 invånare per kvadratkilometer. Närmaste större samhälle är La Trinitaria, 16,5 km norr om Nueva Venecia. Omgivningarna runt Nueva Venecia är en mosaik av jordbruksmark och naturlig växtlighet.